# HQS
HQS는 kt의 온라인 음악서비스인 지니에서 제공하는 고음질 음원으로서 Highest Quality Sound의 줄임말이다.  FLAC 24bit (96KHz,192KHZ) 음원으로 CD(44KHz)보다 높은 주파수 영역대로 CD의 음악을 들을 때보다 훨씬 풍부하고 선명한 음악을 느낄 수 있는 음원이다. 지니에서 제공하고 있는 FLAC 24bit를 HQS라고 하며 그루버스에서 제공하는 FLAC 24bit 음원은 MQS라고 한다.

## 연혁
- 2013년 8월 27일 지니 음악서비스를 통해 오픈

## 특징
FLAC 음원 중에서도 24bit(96KHz)음원을 의미하며 이 음원은 CD(44KHz)보다 높은 주파수 영역대를 갖고 있다. HQS 음원은 컴퓨터에서는 WINAMP Player, Foobar 등 Flac 재생이 가능한 플레이어에서 재생이 가능하다. G2 스마트폰 단말의 플레이어에서 HQS 음원의 재생이 가능하다.